# Saison 1 de Highlander
Chronologie
Saison 2
Cet article présente le guide des épisodes de la première saison de la série télévisée franco-canadienne Highlander.

## Distribution
- Sont crédités du statut d'acteurs principaux pour cette saison :
- Adrian Paul (VF : Pierre Dourlens) : Duncan MacLeod
- Stan Kirsch (VF : Pierre Laurent) : Richie Ryan
- Alexandra Vandernoot (VF : elle-même) : Tessa Noël

Des acteurs invités se joignent à la distribution de chaque épisode, de manière plus ou moins récurrente.

## Épisodes

### Épisode 1:La Rencontre
- Canada : 3 octobre 1992 en Syndication
- France : 1er octobre 1993 sur TF1

- Christophe Lambert (Connor MacLeod)
- Richard Moll (Slan Quinse)
- Wendell Wright (Sgt. Powell)

- Richard Moll (Slan Quinse)
- Christophe Lambert (Connor MacLeod)

Commentaires
- Wendell Wright (Sgt. Powell)), reprend son rôle dans la saison 1 épisode 3 Dose mortelle et épisode 4 Coupable d'innocence.

### Épisode 3:Dose mortelle
- Canada : 17 octobre 1992 en Syndication
- France : 8 octobre 1993 sur TF1

- Soon-Tek Oh (Kiem Sun) (crédité Soon-Teck Oh, dans la version française)
- Wendell Wright (Sgt. Powell)
- Dustin Nguyen (Chu Lin)
- Christianne Hirt (Angie Burke)
- Kim Kondrashoff (Forks)
- Alan C. Peterson (Barman)
- Paul Stafford (Officier de police n°1)
- Lisa Bunting (Femme otage)

- Soon-Tek Oh (Kiem Sun)

Commentaires
- Dustin Nguyen tiendra un tout autre rôle dans la saison 2 épisode 8 : La Vengeance[2].
- Christianne Hirt (Angie Burke), reprend son rôle dans la saison 1 épisode 10 Froide Vengeance[3].

### Épisode 4:Coupable d'innocence
- Canada : 10 octobre 1992 en Syndication
- France : 8 octobre 1993 sur TF1

- John Novak (en) (Shérif Howard Crowley)
- Victor A. Young (Lucas Desiree) (crédité Victor Young)
- Wendell Wright (Sgt. Powell)
- Vincent Schiavelli (Léo Atkins)
- Amanda Wyss (Randi McFarland)
- Todd Duckworth (Struthers, adjoint du shérif)
- Garry Chalk (Lemoyne)
- Colleen Winton (Gwenn)
- Jason Michas (soldat confédéré)

- John Novack (Shérif Howard Crowley)
- Victor A. Young (Lucas Desiree)

Commentaires
- C'est la première apparition de la journaliste Randi McFarland. Elle est présente dans la saison 1 épisode 6 Sale journée pour les otages, Épisode 8 Médecine mortelle, Épisode 11 Meurtres en série, Épisode 12 Témoin oculaire et Épisode 13 Combat sans merci[4].
- John Novack joue deux autres rôles dans la série Highlander : saison 3 épisode 3 Le Révolutionnaire et saison 5 épisode 7 L'Esprit vengeur[5].

### Épisode 5:Chute libre
- Canada : 31 octobre 1992 en Syndication
- France : 15 octobre 1993 sur TF1

- Joan Jett (Felicia Martins)
- Jay Brazeau (Commissaire Stanley "Stosh" Cominski)
- Eli Gabay (en) (Claude Dévereux)
- Leslie Carlson (Sam Thompson)
- Claudia Ferri (Femme de Claude Dévereux)
- Patricia Vonk (Femme d'affaires)
- Ron Chartier (Assistant M.E.)

- Joan Jett (Felicia Martins)
- Eli Gabay (Claude Dévereux)

Commentaires
- Leslie Carlson (Sam Thompson) reprend son rôle dans la Saison 1 épisode 8 Médecine mortelle[6].

### Épisode 6:Sale journée pour les otages
- Canada : 24 octobre 1992 en Syndication
- France : 15 octobre 1993 sur TF1

- Andrew Divoff (Bryan Slade)
- Amanda Wyss (Randi McFarland)
- Jay Brazeau (Commissaire Stanley "Stosh" Cominski)
- Duncan Fraser (Commandant du SWAT)
- Don MacKay (Stanley)
- Alf Humphreys (concierge)
- Andrea Libman (Belinda)
- Gary Jones (Klein)
- Bill Croft (Mancuso)
- Ken Kirzinger (Kirby)
- Vladimir Kulich (Pauling)

Commentaires
- Andrew Divoff (Bryan Slade) joue un autre rôle dans la série Highlander : saison 5 épisode 8 L'Apprenti sorcier[7].
- Alf Humphreys (concierge) joue un autre rôle dans la série Highlander : saison 3 épisode 7 Le Masque de l'innocence[8].
- Bill Croft (Mancuso) joue un autre rôle dans la série Highlander : saison 3 épisode 10 Le Chantage[9].
- Duncan Fraser (Commandant du SWAT) joue d'autres rôles dans la série : Saison 3 épisode 8 Obsession et Saison 4 épisode 12 Au bout du tunnel[10].
- Gary Jones (Klein) joue un autre rôle dans la série Highlander : saison 5 épisode 2 Prise de conscience[11].

### Épisode 7:Prise au piège
- Canada : 14 novembre 1992 en Syndication
- France : 22 octobre 1993 sur TF1

- Wes Studi (Shérif Benson)
- John Dennis Johnston (Carl l'Ermite)
- Marc Singer (Caleb Cole)
- Byron Lucas (Joshua Cole)
- Brent Stait (Eddie Doyle)
- Rick Poltaruk (Big John)
- Doug Abrahams (Adjoint du shérif Benson)

- John Dennis Johnston (Carl l'Ermite)
- Marc Singer (Caleb Cole)

Commentaires
- Brent Stait (Eddie Doyle) joue un autre rôle dans la série Highlander : saison 4 épisode 9 Pour l'amour de Kali[12].
- Rick Poltaruk (Big John) joue un autre rôle dans la série Highlander : saison 3 épisode 2 Ligne de mire[13].
- Doug Abrahams (Adjoint du shérif Benson) joue un autre rôle dans la série Highlander : saison 2 épisode 13 Pour l'amour d'un enfant[14].

### Épisode 8:Médecine mortelle
- Canada : 7 novembre 1992 en Syndication
- France : 22 octobre 1993 sur TF1

- Amanda Wyss (Randi McFarland)
- Joe Pantoliano (Dr Paul Wilder)
- Beverley Hendry (Barbara Madison)
- Stephen E. Miller (Sgt Bill Herrald)
- Leslie Carlson (Sam Thompson)
- Catherine Lough Haggquist (Carol) (créditée, Catherine Lough)
- Stephen Fanning (Jack)

Commentaires
- Beverley Hendry (Barbara Madison) joue un autre rôle dans la Saison 4 épisode 10 Amour à mort[15].
- Catherine Lough Haggquist (Carol) joue le rôle de Marcia, une infirmière, dans la série Highlander : saison 3 épisode 6 Descente aux Enfers, épisode 9 L'Ombre de la mort, épisode 14 Le Chant du bourreau[16].

### Épisode 9:Le"Sea Witch"
- Canada : 9 décembre 1992 en Syndication
- France : 29 octobre 1993 sur TF1

- Stephen Macht ((Alexei Voshin)
- Johannah Newmarch (Nikki)
- Phil Hayes (Marco)
- John Tench (Reese)
- Brooklyn Brown (Melinda)
- Scott McNeil (Dennis)
- Gina Brunton (Niva)
- Garry Davey (Sergent Soviétique)
- Rob Morton (Propriétaire)
- Adrian Holmes (en) (Jeune Homme)

- Stephen Macht (Alexei Voshin)

Commentaires
- Scott McNeil (Dennis) joue un autre rôle dans la Saison 4 épisode 1 Retour aux sources[17].
- John Tench (Reese) joue un autre rôle dans la Saison 3 épisode 14 Le Chant du bourreau[18].
- Adrian Holmes (Jeune Homme) joue un autre rôle dans la Saison 2 épisode 9 Sa vie est un combat[19].

### Épisode 10:Froide Vengeance
- Canada : 21 novembre 1992 en Syndication
- France : 29 octobre 1993 sur TF1

- Vanity (Rebecca Lord)
- Christoph M. Ohrt (Walter Reinhardt)
- Christianne Hirt (Angie Burke)
- Tim Reid (Sergent Bennett)
- Ken Kramer (Docteur Kramer)
- Kevin McNulty (Harry Dawes)
- Elizabeth Claridge (Molly Parker)
- Michael Cavers (Le noble)
- Shirley Broderick (La noble)
- Patrick Stevenson (Punk)

- Christoph M. Ohrt (Walter Reinhardt)

Commentaires
- Kevin McNulty (Harry Dawes) joue dans un autre épisode de Highlander, saison 4 épisode 8 La Dérobade[20].
- Patrick Stevenson (Punk) joue un autre rôle dans la Saison 4 épisode 3 L'Homme perdu[21].
- Tim Reid (Sergent Bennett), reprend son rôle dans la saison 1 épisode 11 Meurtres en série et épisode 12 Témoin oculaire[22].

### Épisode 11:Meurtres en série
- Canada : 6 février 1993 en Syndication
- France : 5 novembre 1993 sur TF1

- John Hertzler (Marcus Korolus)
- Amanda Wyss (Randi McFarland)
- Tim Reid (Sergent Bennett)
- Moira Walley-Beckett (Natalie Ward) (créditée Moira Walley)
- Dee McCafferty (The Scalper)
- Fulvio Cecere (en) (Tony Graffini)
- Kelli Fox (Police Woman)
- Raimund Stamm (Herbie)
- Wanda Wilkinson (Helen)
- Glynda Fitzgerald (Brunette Woman)

- John Hertzler (Marcus Korolus)

Commentaires
- Fulvio Cecere (Tony Graffini) joue un autre rôle dans la Saison 5 épisode 10 Opération Walkyrie[23].

### Épisode 12:Témoin oculaire
- Canada : 12 décembre 1992 en Syndication
- France : 5 novembre 1993 sur TF1

- Tom Butler (Commissaire Andrew Ballin / Andrew Holt)
- Amanda Wyss (Randi McFarland)
- Tim Reid (Sergent Bennett)
- Sheila Paterson (Greta)
- Diana Barrington (en) (Anne Wheeler)
- Christopher Gaze (en) (Martin Sorrel)
- David Petersen (en) (Detective Taylor)

- Tom Butler (Andrew Ballin)

Commentaires
- C'est la dernière fois que l'on voit le sergent Bennett, Tim Reid.
- Christopher Gaze (Martin Sorrel) joue un autre rôle dans la série Highlander : saison 4 épisode 4 Les Rabatteurs[24].

### Épisode 13:Combat sans merci
- Canada : 13 février 1993 en Syndication
- France : 12 novembre 1993 sur TF1

- Amanda Wyss (Randi McFarland)
- Werner Stocker (Darius)
- James Horan (Grayson)
- Earl Pastko (en) (Victor Paulus)
- Terry Howson (Hoestler) (crédité Terry Howsan)
- Peter Diamond (en) (Chef des brigands)

- James Horan (Grayson)
- Werner Stocker (Darius)

Commentaires
- C'est la dernière fois que l'on voit la journaliste Randi McFarland, Amanda Wyss.
- Peter Diamond (Chef des brigands) joue dans le film Highlander Iman Fasil un Immortel. Il est décapité dans la première scène du film par Connor MacLeod dans le parking souterrain.
- Terry Howson (Hoestler) joue un autre rôle dans la Saison 4 épisode 3 L'Homme perdu[25].

### Épisode 14:À la santé du diable
- Canada : 20 février 1993 en Syndication
- France : 12 novembre 1993 sur TF1

- Peter Howitt (Christoph Kuyler)
- Hugues Leforestier (Inspecteur Raymond LeBrun)
- Vernon Dobtcheff (Carlo Luchesi)
- Michel Voletti (Baron Deshields)
- Gérard Touroul (Inspecteur Sole)
- Jérôme Keen (Anthony)

- Peter Howitt (Christoph Kuyler)

Commentaires
- Hugues Leforestier (Inspecteur Raymond Lebrun) reprend son rôle dans la saison 1 épisode 15 Le Poison redoutable et épisode 17 Une passion immortelle[26].
- Vernon Dobtcheff (Carlo Luchesi) joue un autre rôle dans la série Highlander : saison 4 épisode 15 Sous la foi du serment[27].

### Épisode 15:Le Poison redoutable
- Canada : 27 février 1993 en Syndication
- France : 19 novembre 1993 sur TF1

- Roland Gift (Xavier St. Cloud / Gérard Fleury)
- Werner Stocker (Darius)
- Hugues Leforestier (Inspecteur Raymond LeBrun)
- Mapi Galán (Renée de Tassigny) (créditée Mapi Galan)
- Jean-Claude Deret (Georges Dalou)
- Sandrine Caron (Nathalie)
- Tanguy Goasdoué (Stan) (crédité Tanguy Gouasdoue)
- Francine Olivier (Madame Bertrand)
- Thierry de Carbonnières (François Bertrand)
- Philippe Agael (Médecin légiste)
- Crystel Amsalem (Jeune fille)

- Roland Gift (Xavier St. Cloud)
- Werner Stocker (Darius)

Commentaires
- Philippe Agaël (Médecin légiste) joue un autre rôle dans la Saison 2 épisode 14 Une alliance dangereuse (1re partie)[28].
- Roland Gift (Xavier St. Cloud) joue le même personnage dans 4 autres épisodes de la série Highlander : saison 2 épisode 14 Une alliance dangereuse (1re partie), saison 2 épisode 15 Une alliance dangereuse (2e partie), saison 3 épisode 21 Finale (1/2) et saison 4 épisode 19 La Règle du jeu[29].

### Épisode 16:Meurtre à l'opéra
- Canada : 6 mars 1993 en Syndication
- France : 19 novembre 1993 sur TF1

- Dee Dee Bridgewater (Carolyn Lamb)
- Christian Van Acker (Ursa)
- Werner Stocker (Darius)
- Fay Masterson (Jenny Harris)
- François Guétary (Inspecteur de police)
- Joe Sheridan (Frank Wells)
- Pierre Cosso (Musicien clavier) (non crédité)

- Christian Van Acker (Ursa)
- Werner Stocker (Darius)

### Épisode 17:Une passion immortelle
- Canada : 13 mars 1993 en Syndication
- France : 26 novembre 1993 sur TF1

- Julia Stemberger (Grace Chandler / Isabelle Pontand)
- Georges Corraface (Carlo Sendaro)
- Werner Stocker (Darius)
- Hugues Leforestier (Inspecteur Raymond LeBrun)
- Bruce Myers (Paul Warren)
- Marion Cotillard (Manon)

- Julia Stemberger (Grace Chandler)
- Georges Corraface (Carl Sendaro)
- Werner Stocker (Darius)

Commentaires
- Hugues Leforestier (Inspecteur Raymond Lebrun) reprend son rôle dans la saison 1 épisode 15 Le Poison redoutable et épisode 17 Une passion immortelle.

### Épisode 18:Double Jeu
- Canada : 24 avril 1993 en Syndication
- France : 26 novembre 1993 sur TF1

- Elizabeth Gracen (Amanda)
- Jason Isaacs (Zachary Blaine)
- Fred Pearson (Pierre)
- Pierre Gérald (Henri Lamartine)
- Bertie Cortez (M. Loyal du cirque)
- Michael Hofland (Officier bavarois)
- David Lowe (clown)

- Elizabeth Gracen (Amanda)
- Jason Isaacs (Zachary Blaine)

Commentaires
- Il s’agit de la première apparition d’Elisabeth Gracen dans le rôle d’Amanda, un personnage qui va ensuite devenir récurrent au fil des saisons, et même crédité comme principal dans l’ultime saison de la série. Elisabeth Gracen, toujours dans le rôle d’Amanda, sera ensuite l’héroïne de la série L’Immortelle, un spin-off de Highlander.

### Épisode 19:Une collection convoitée
- Canada : 8 mai 1993 en Syndication
- France : 3 décembre 1993 sur TF1

- Nigel Terry (Gabriel Piton)
- Katia Douvalian (Maya)
- Rachel Palmieri (Cynthia Hampton)
- Thomas Kaufman (Inspecteur)
- Olivier Pierre (Serveur)
- Edwin Gérard (Avocat)
- Manault Deva (Duchesse)

- Nigel Terry (Gabriel Piton)

### Épisode 20:L'Ange exterminateur
Pour les articles homonymes, voir L'Ange exterminateur.
- Canada : 1er mai 1993 en Syndication
- France : 3 décembre 1993 sur TF1

- Martin Kemp (Alfred Cahill)
- Sandra Nelson (Elaine Trent)
- Patrick Floersheim (Dominique Battini)
- Nathalie Presles (Claudine)
- Yan Briand (Charles Bagnot)

- Martin Kemp (Alfred Cahill)

### Épisode 21:État de siège
- Canada : 8 mai 1993 en Syndication
- France : 10 décembre 1993 sur TF1

- Peter Guinness (Colonel Everett Bellian)
- Anthony Head (Allan Rothwood)
- Jason Riddington (Mark Rothwood)
- Marion Cotillard (Lori Bellian)

- Peter Guinness (Colonel Everett Bellian)

### Épisode 22:La Traque
- Canada : 22 mai 1993 en Syndication
- France : 10 décembre 1993 sur TF1

- Roger Daltrey (Hugh Fitzcairn)
- Werner Stocker (Darius)
- Peter Hudson (James Horton)

- Roger Daltrey (Hugh Fitzcairn)
- Werner Stocker (Darius)
- Thackary ou Thackery - Mentionné par Hugh Fitzcairn, comme décédé.

- Il s’agit de la première apparition du personnage de Hugh Fitzcairn (incarné par Roger Daltrey), un Immortel qui est le meilleur ami de Duncan, et qui fera ensuite de nombreuses autres apparitions dans la série.
- Werner Stocker n'apparaît pas réellement dans cet épisode à cause de fatigue dû à un cancer, il meurt peu de temps après la diffusion (27 mai 1993).